# アンドレア・スキャヴォーネ
アンドレア・スキャヴォーネ、ことアンドレア・メルドラ（Andrea Schiavone 、クロアチア名: Croatian Andrija Medulić 、本名は Andrea Meldolla (またはMedola)、1510年頃生まれまたは1522年生まれ - 1563年没）はイタリア（ヴェネツィア）の画家である。

## 略歴
現在のクロアチアの ザダルで生まれた。父親はヴェネツィアの軍人で、フランス軍とヴェネツィアが戦ったカンブレー同盟戦争の1509年のアニャデッロの戦いにおいて敗北して、クロアチアに逃れた時の子供である。通称のスキャヴォーネは、スラブ生まれであることからきている。
ザダルからヴェネツィアに移りティツィアーノ・ヴェチェッリオのもとで修行した。ティツィアーノらとヴェネツィアの公共施設の壁画を制作した。宗教的なテーマや人物画を描いた。

## 作品

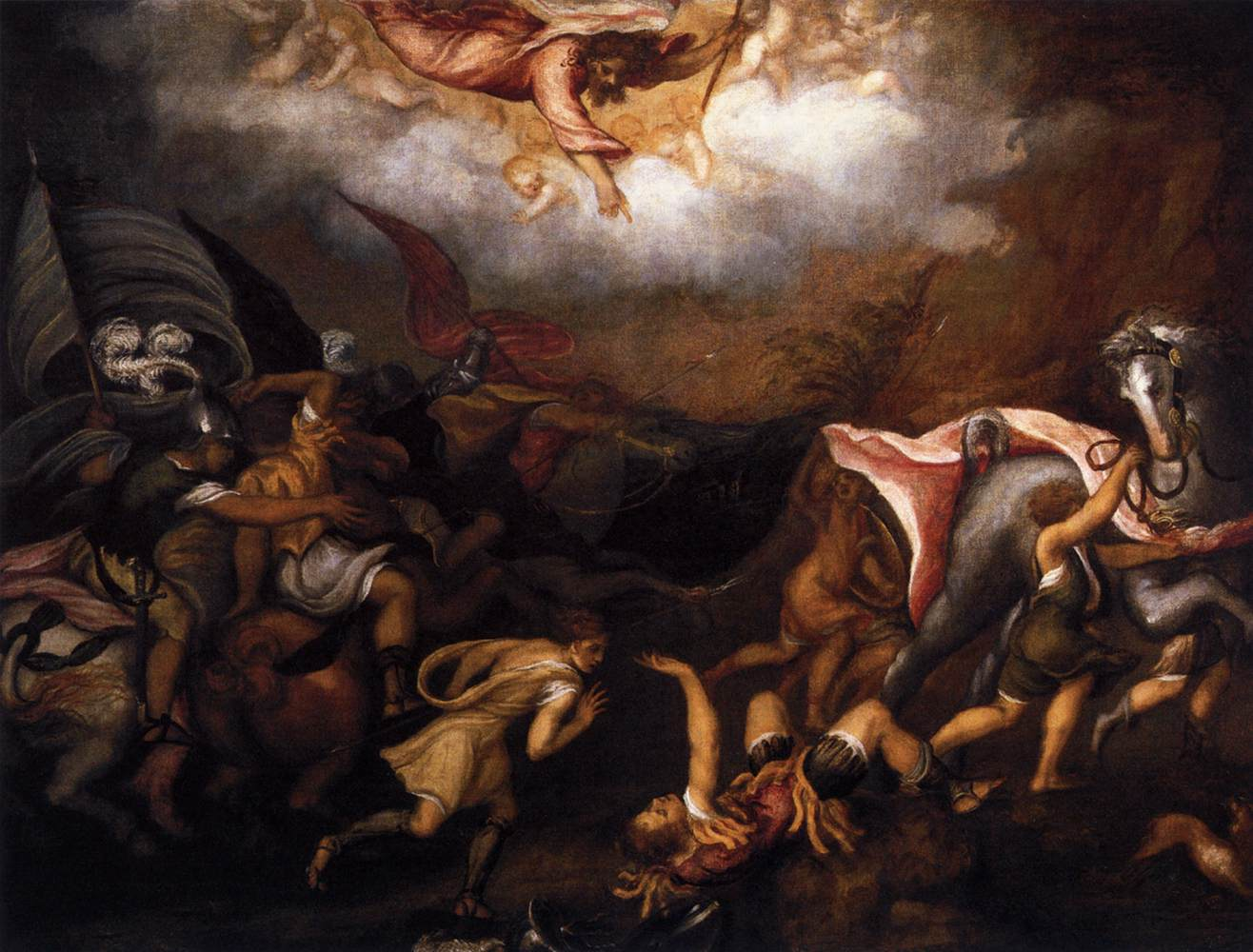
聖パウロの回心
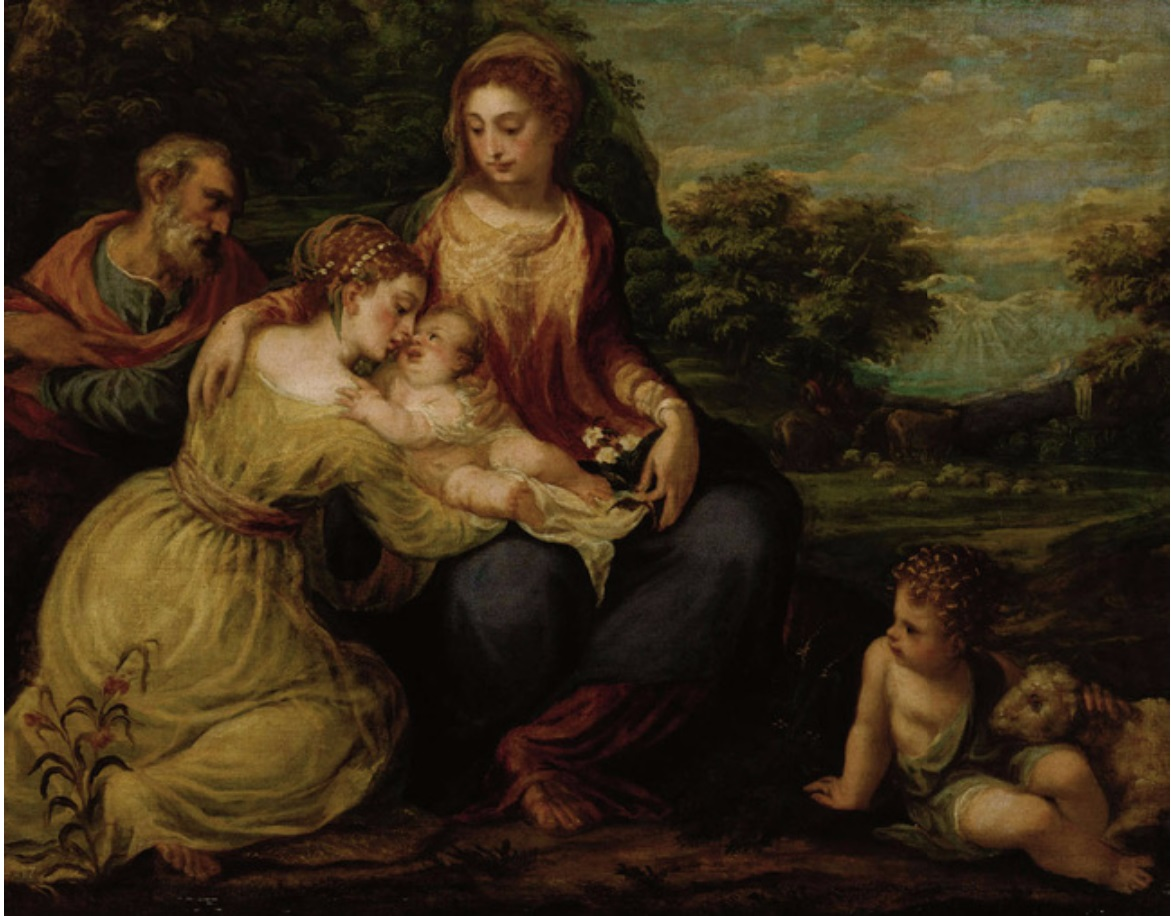
聖家族と聖カタリナ
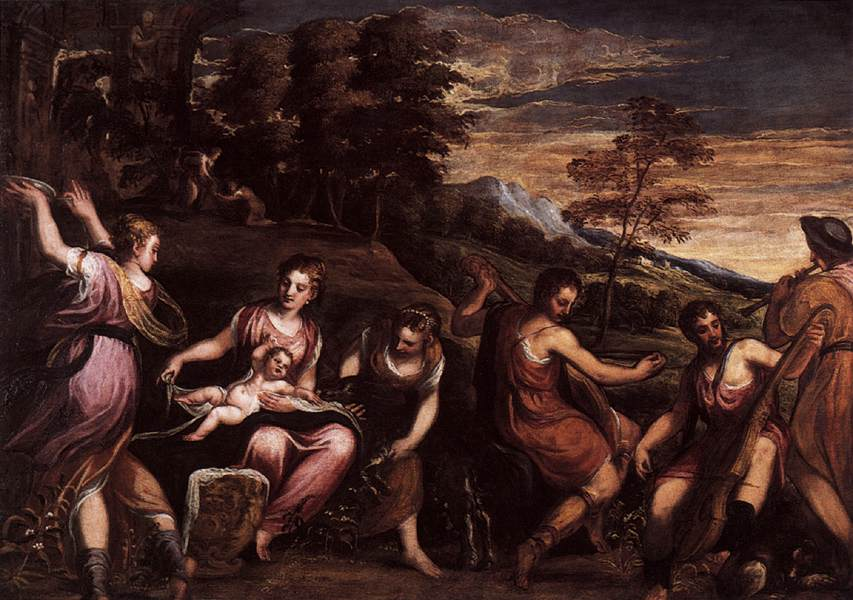
幼いジュピター
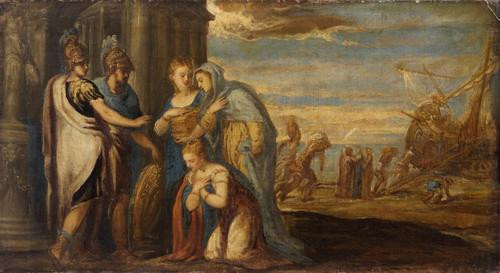
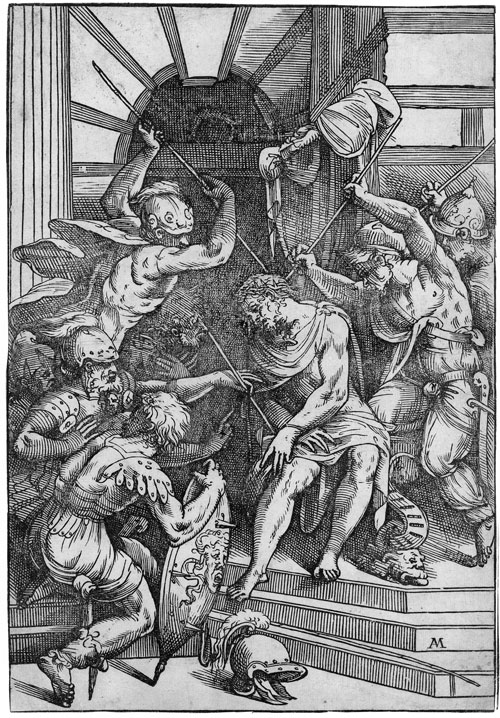
ティツィアーノの原画による版画